# Dilmaçoğulları Beyliği
Die Dilmaçoğulları (auch Dimlaçoğlu oder Demleçoğlu) waren ein anatolisches Beylik.
1085 verlieh der Seldschukensultan Malik Schah I. seinem  Gefolgsmann Dilmaçoğlu Mehmed Bey Bitlis als Iqta. Später wurde auch noch Erzen (Heute Yanarsu in der Provinz Siirt) hinzugefügt.
Mehmeds Nachfolger Toğan Arslan stand wie sein Vater zunächst unter der Oberhoheit der Rumseldschuken, wurde dann aber Vasall der Ahlatschahs. Nach einer kurzen Phase der Unabhängigkeit war das Beylik dann ein Vasallenstaat der Ortoqiden, mit denen gegen die Georgier und Kreuzfahrer gekämpft wurde.
1137 folgte ein Sohn Toğan Arslans mit dem Namen Kurdi als Herrscher der Dilmaçoğulları. Er eroberte die Stadt Dvin. Nach dem Tod von Kurdi 1143 erlebte die Herrschaft der Dilmaçoğulları einen Niedergang. 1144 wurden sie Vasallen der Zengiden. 1162 ging Dvin wieder verloren. Allianzen mit Saltukiden und Schaddadiden und Auseinandersetzungen mit den Georgiern und Ayyubiden prägten diese Zeit.
Ab 1192 herrschten sie nur noch über die Stadt Erzen und ihre Umgebung. Ab 1229 standen sie unter der Oberhoheit des Choresm-schah Dschalal ad-Din. Nach der Eroberung Anatoliens durch die Mongolen standen sie in deren Abhängigkeit. Ende des 14. Jahrhunderts ging der letzte verbliebene Rest des Beyliks im Aq Qoyunlureich auf.